# Кумар, Викрам (режиссёр)
Викрам К. Кумар (англ. Vikram K. Kumar) — индийский кинорежиссёр и сценарист, снимающий фильмы на телугу, хинди и тамильском языке. Обладатель Filmfare Awards South за лучшую режиссуру.

## Биография
Викрам окончил Мадрасский христианский колледж в Ченнаи и в апреле 1997 года присоединился в качестве ассистента режиссёра к Приядаршану Наиру, снимавшему в то время малаяламоязычный фильм Chandralekha. Вместе с они работали на шестью следующими фильмами.
В 1998 году в возрасте 23-х лет Викрам в качестве режиссёра, вместе со своим старшим братом Вивеком в качестве продюсера, выпустил короткометражный фильм Silent Scream, о человеке решившем покончить с жизнью. Дебютная кинолента принесла ему Национальную кинопремию в категории «Лучший воспитательный/мотивировочный/учебный фильм».
Несмотря на незнание языка, Викрам дебютировал в Толливуде в 2001 году с фильмом Ishtam, который представил зрителям актрису Шрию Саран.
Он не имел успеха в прокате, и Викрам переместился в Ченнаи, где снял фильм Alai на тамильском языке.
Он также провалился, и режиссёр взял перерыв в работе на четыре года. Зато когда он показал продюсерам свой следующий сценарий, он так понравился, что ему предложили снять фильм сразу в двух версиях: на хинди и на тамильском языке.
Тамильская версия триллера носила название Yavarum Nalam (рус. Всё отлично), а хинди — 13B, главные роли в обеих версиях сыграли Мадхаван и Ниту Чандра. Фильм стал одним из наиболее прибыльных в 2009 году, собрав 225 млн рупий при бюджете в 60 млн,
однако не был оценен критиками. Так Таран Адарш из Bollywood Hungama дал фильму 1.5 звезды из 5, добавив: «режиссёр оформил материал хорошо, но он должен был ограничить продолжительность фильма полутора часами… Длительность в два с половиной часа будет испытывать терпение зрителя».
Затем Викрам приступил к съемкам научно-фантастической киноленты «Часовщик», но через несколько дней проект был приостановлен.
После этого он занялся производством мелодрамы «Знакомство» с Нитином и Нитьей Менон в главных ролях. Работа над фильмом заняла почти два года, но усилия себя оправдали — фильм стал блокбастером.
В 2015 году ведущая актриса прошлых лет Джаяпрада приобрела права на его ремейк и выпустила фильм на тамильском языке под названием Uyire Uyire.
Ещё до завершения «Знакомства» Викрам закончил сценарий следующего фильма «Наша семья».
Он был предложен актёру Нагарджуне, который уже давно подыскивал подходящий фильм, где мог бы сняться вместе со своим отцом Аккинени Нагесвара Рао и сыном Нагой Чайтанья.
Картина стала одной из самых кассовых в 2014 году
и завоевала Filmfare Awards South за лучший фильм. Викрам же получил премию в категории «Лучший режиссёр».
На волне успеха, через пять лет после ухода, он вернулся к съемкам тамильского фильма «Часовщик», отдав ведущую (тройную) роль актёру Сурье. «Часовщик» хорошо показал себя в кассе и получил одобрение критиков.

## Фильмография
| Год  | Русскоязычное название    | Оригинальное название | Язык       | Примечания                                                                    |
| ---- | ------------------------- | --------------------- | ---------- | ----------------------------------------------------------------------------- |
| 1998 | —                         | Silent Scream         | английский | Национальная кинопремия за лучший воспитательный/мотивировочный/учебный фильм |
| 2001 | —                         | Ishtam                | телугу     | Первый полнометражный фильм                                                   |
| 2003 | —                         | Alai                  | тамили     |                                                                               |
| 2009 | Всё отлично               | Yavarum Nalam         | тамили     | двуязычный фильм                                                              |
| 2009 | 13Б: У страха новый адрес | 13B                   | хинди      | двуязычный фильм                                                              |
| 2012 | Знакомство                | Ishq                  | телугу     |                                                                               |
| 2014 | Наша семья                | Manam                 | телугу     | Filmfare Award за лучшую режиссуру в фильме на телугу                         |
| 2015 | Часовщик                  | 24                    | тамили     |                                                                               |
| 2017 |                           | Hello!                | телугу     |                                                                               |